# 前489年
| 千纪： | 前1千纪 |
| 世纪： | 前6世纪 \| 前5世纪 \| 前4世纪 |
| 年代： | 前510年代 \| 前500年代 \| 前490年代 \| 前480年代 \| 前470年代 \| 前460年代 \| 前450年代 |
| 年份： | 前494年 \| 前493年 \| 前492年 \| 前491年 \| 前490年 \| 前489年 \| 前488年 \| 前487年 \| 前486年 \| 前485年 \| 前484年                                                                                         |
| 纪年： | 周敬王三十一年 魯哀公六年 齊晏孺子元年 晉定公二十三年 秦悼公二年 楚昭王二十七年 宋景公二十八年 卫出公四年 陳湣公十三年 蔡成侯二年 曹伯阳十二年 郑声公十二年 燕孝公四年 吴王夫差七年 越王勾践八年 杞僖公十七年 |

## 大事记
- 希腊雅典米太亚得率战船70艘进攻脱离雅典的帕罗斯岛，遭惨败。
- 孔子陳蔡之圍，楚昭王欲重孔子，使奉幣來聘，將以書社七百里封孔子，由於子西 (令尹)的阻攔，此議遂止，孔子再度前往衛國。
- 吴国攻陈国，楚国引兵救陈，楚昭王死於軍中，其子熊章繼位，是為楚惠王。
- 晋国攻中山国。
- 齊內亂之戰--陈乞鲍牧和大夫率兵入公宫，击败国、高二氏，国、高等出奔鲁，擁立齊景公之子陽生，是為齊悼公，開齊國田氏貴族專齊政的先河。
- 魯國在邾國的瑕地築城，冬季，仲孫何忌率軍攻打邾國。

## 逝世
- 齊景公
- 楚昭王，前506年伍子胥攻入郢都時在位。
- 安孺子